# 奥宮正洋
奥宮 正洋（おくみや まさひろ、1958年5月 - ）は、日本の材料プロセス研究者。豊田工業大学教授。
一般社団法人日本熱処理技術協会代表理事・会長。
材料プロセス研究、表面加工技術を専門分野とし、過酷な使用環境にも耐え得る機械部品の創成に取り組む。

## 人物・経歴
愛知県名古屋市で生まれる。1983年名古屋大学工学部を卒業後、1985年名古屋大学大学院工学研究科修士課程修了。同年4月に豊田工業大学工学部助手、1994年名古屋大学博士（工学）号を取得し1995年豊田工業大学工学部講師。
1996年からドイツ連邦共和国国立材料研究所（BAM）の客員研究員。1997年豊田工業大学工学部助教授、2011年豊田工業大学大学院先端工学基礎学科教授。
2014年に日本熱処理技術協会「学術功績賞（林記念賞）」受賞、2019年に谷川熱技術振興基金「粉生熱技術振興賞」受賞。2021年より一般社団法人日本熱処理技術協会代表理事・会長、2022年より2023年まで国際熱処理表面工学連盟(International Federation for Heat Treatment) 会長。